# Бхутия (народ)

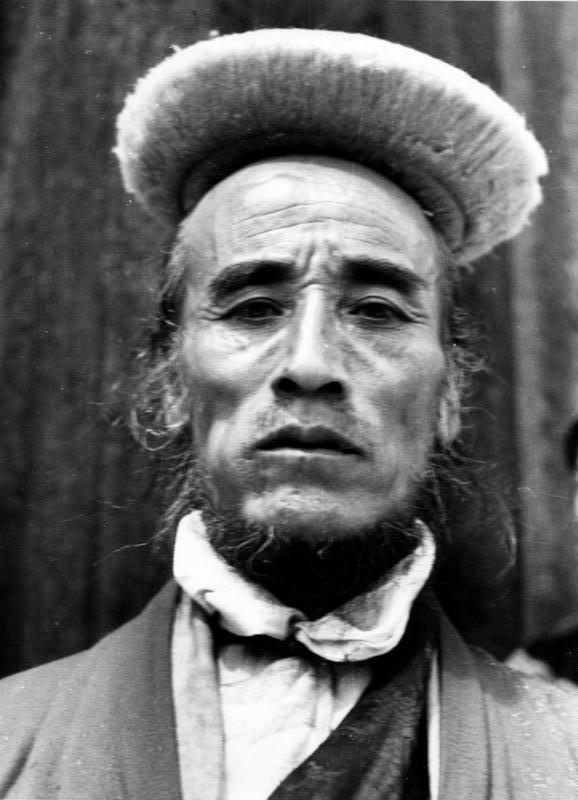
Сановник-бхутия

Бху́тия (также бхотия) — народ тибетского происхождения, переселившийся в Сикким, Западную Бенгалию и другие части Индии, Бутана и Непала примерно в XV веке.
Часто народ называют по географическим районам, где он распространён. Например, в Северном Сиккиме, где этот народ составляет большинство, он известен как «Лаченпа» или «Лачунгпа», ссылаясь на названия поселений Лачен и Лачунг, а в Бутане бхутия известны как «дензонгпа» — по названию Дензонг, тибетскому названию Сиккима.
Языком бхутия является сиккимский, известный также как «бхутия». Иногда название «бхутия» ассоциируется с большей группой, в которую входит этот народ — бхо́тия.
Традиционная одежда народа бхутия - кхо.